# أريزونا ريد
أريزونا ريد (بالإنجليزية: Arizona Reid)‏ مواليد 11 مارس 1986 في جافني، هو لاعب كرة سلة أمريكي. بدأ مسيرته الاحترافية في سنة 2008. يبلغ طوله 6 قدم 5 بوصة (2.0 م). لعب آخر مرة مع سان ميغيل بيرمن في الرابطة الفلبينية لكرة السلة. سبق أن لعب مع كيرنز تيبانز في الدوري الأسترالي لكرة السلة.

## روابط خارجية
- أريزونا ريد على موقع كرة السلة الأوروبية.كوم (الإنجليزية)
- أريزونا ريد على موقع كلية كرة السلة في سبورتس رفرنس.كوم (الإنجليزية)
- أريزونا ريد على موقع ريلجم (الإنجليزية)
- أريزونا ريد على موقع بروبوليرز (الإنجليزية)
- أريزونا ريد على موقع سبورتس رفرنس (الإنجليزية)